# 湖南省高级人民法院
湖南省高级人民法院是中華人民共和國湖南省的高级人民法院。

## 机构设置
- 审判委员会

### 内设机构
- 立案第一庭
- 立案第二庭
- 刑事审判第一庭
- 刑事审判第二庭
- 民事审判第一庭
- 民事审判第二庭
- 民事审判第三庭
- 行政审判庭（赔偿委员会办公室）
- 审判监督第一庭
- 审判监督第二庭（林业庭）
- 办公室
- 政治部
- 执行局
- 审判管理办公室
- 研究室
- 司法警察总队
- 司法装备技术处
- 纪检组（监察室）
- 机关党委
- 离退休人员服务管理办公室

### 事业单位
- 机关服务中心
- 法官培训中心

## 历任领导
院长
副院长

## 对应中级人民法院和专门法院
- 湖南省长沙市中级人民法院
- 湖南省株洲市中级人民法院
- 湖南省湘潭市中级人民法院
- 湖南省衡阳市中级人民法院
- 湖南省邵阳市中级人民法院
- 湖南省岳阳市中级人民法院
- 湖南省常德市中级人民法院
- 湖南省张家界市中级人民法院
- 湖南省益阳市中级人民法院
- 湖南省娄底市中级人民法院
- 湖南省郴州市中级人民法院
- 湖南省永州市中级人民法院
- 湖南省怀化市中级人民法院
- 湖南省湘西土家族苗族自治州中级人民法院
- 长沙铁路运输法院
- 衡阳铁路运输法院
- 怀化铁路运输法院

## 案例
- 曾成杰集资诈骗案

## 事件
2006年11月9日，曾在全国人民代表大会上提出废除劳动教养制度和最高人民法院收回死刑复核权的前湖南省高级人民法院院长吴振汉因受贿607万元，被北京市第二中级人民法院判处死刑，缓期两年执行。
2021年1月12日上午7时许，湖南省高级人民法院法官周春梅因拒絕其同乡和校友向慧的案件偏袒請求而遭向慧殺死。5月19日，向慧一審被判死刑。12月10日，向慧被執行死刑。